# لايلي ستيوارت
لايلي ستيوارت هو سياسي كندي، ولد في 1951 في كندا. حزبياً، نشط في حزب ساسكاتشوان ‏. وقد انتخب عضو المجلس التشريعي من ساسكاتشوان.